# Unione Sportiva Grosseto 1981-1982
Questa pagina raccoglie le informazioni riguardanti l'Unione Sportiva Grosseto nelle competizioni ufficiali della stagione 1981-1982.

## Rosa
| N. |                   | Ruolo | Calciatore          |
| -- | ----------------- | ----- | ------------------- |
|    | Italia (bandiera) | A     | Giovanni Asnicar    |
|    | Italia (bandiera) | A     | Roberto Balestrelli |
|    | Italia (bandiera) | A     | Giorgio Barbana     |
|    | Italia (bandiera) | P     | Mauro Bianchi       |
|    | Italia (bandiera) | D     | Angelo Chieffo      |
|    | Italia (bandiera) | D     | Franco Cremaschini  |
|    | Italia (bandiera) | A     | Alberto Di Meo      |
|    | Italia (bandiera) | C     | Arrigo Dolso        |
|    | Italia (bandiera) | C     | Fabio Fiaschi       |
|    | Italia (bandiera) | D     | Marcello Galerotti  |
|    | Italia (bandiera) | A     | Marco Galli         |
|    | Italia (bandiera) | D     | Silvano Gelli       |
|    | Italia (bandiera) |       | Giulianini          |
|    | Italia (bandiera) | P     | Gianpaolo Grudina   |

| N. |                   | Ruolo | Calciatore          |
| -- | ----------------- | ----- | ------------------- |
|    | Italia (bandiera) | A     | Giovanni Landi      |
|    | Italia (bandiera) | D     | Damiano Leonardelli |
|    | Italia (bandiera) | C     | Walter Liset        |
|    | Italia (bandiera) | C     | Dario Rasi          |
|    | Italia (bandiera) | A     | Alessandro Renaioli |
|    | Italia (bandiera) | D     | Alessandro Ricci    |
|    | Italia (bandiera) | C     | Odoacre Romano      |
|    | Italia (bandiera) | C     | Elvio Salvori       |
|    | Italia (bandiera) | D     | Rossano Sani        |
|    | Italia (bandiera) | C     | Massimo Schiano     |
|    | Italia (bandiera) | A     | Paolo Sodi          |
|    | Italia (bandiera) | A     | Adriano Trevisan    |
|    | Italia (bandiera) | D     | Vergari             |

## Risultati

### Campionato

#### Girone di andata
| 20 settembre 1981 1ª giornata | Grosseto | 2 – 2 | Montevarchi |  |

| 27 settembre 1981 2ª giornata | Civitavecchia | 1 – 2 | Grosseto |  |

| 4 ottobre 1981 3ª giornata | Grosseto | 4 – 2 | Cerretese |  |

| 11 ottobre 1981 4ª giornata | Sant'Elena | 0 – 3 | Grosseto |  |

| 18 ottobre 1981 5ª giornata | Grosseto | 3 – 0 | Lucchese |  |

| 25 ottobre 1981 6ª giornata | ALMAS | 1 – 2 | Grosseto |  |

| 1º novembre 1981 7ª giornata | Grosseto | 2 – 3 | Palmese |  |

| 8 novembre 1981 8ª giornata | Frosinone | 0 – 0 | Grosseto |  |

| 15 novembre 1981 9ª giornata | Grosseto | 1 – 1 | Torres |  |

| 22 novembre 1981 10ª giornata | Banco di Roma | 0 – 0 | Grosseto |  |

| 29 novembre 1981 11ª giornata | Frattese | 0 – 0 | Grosseto |  |

| 6 dicembre 1981 12ª giornata | Grosseto | 1 – 2 | Montecatini |  |

| 13 dicembre 1981 13ª giornata | Prato | 0 – 0 | Grosseto |  |

| 20 dicembre 1981 14ª giornata | Grosseto | 1 – 1 | Siena |  |

| 3 gennaio 1982 15ª giornata | Grosseto | 0 – 0 | Sangiovannese |  |

| 10 gennaio 1982 16ª giornata | Casoria | 0 – 0 | Grosseto |  |

| 17 gennaio 1982 17ª giornata | Grosseto | 0 – 0 | Rondinella |  |

#### Girone di ritorno
| 24 gennaio 1982 18ª giornata | Montevarchi | 0 – 0 | Grosseto |  |

| 31 gennaio 1982 19ª giornata | Grosseto | 1 – 2 | Civitavecchia |  |

| 7 febbraio 1982 20ª giornata | Cerretese | 4 – 1 | Grosseto |  |

| 14 febbraio 1982 21ª giornata | Grosseto | 1 – 2 | Sant'Elena |  |

| 21 febbraio 1982 22ª giornata | Lucchese | 2 – 0 | Grosseto |  |

| 28 febbraio 1982 23ª giornata | Grosseto | 0 – 1 | ALMAS |  |

| 7 marzo 1982 24ª giornata | Palmese | 1 – 1 | Grosseto |  |

| 21 marzo 1982 25ª giornata | Grosseto | 1 – 1 | Frosinone |  |

| 28 marzo 1982 26ª giornata | Torres | 1 – 0 | Grosseto |  |

| 4 aprile 1982 27ª giornata | Grosseto | 2 – 0 | Banco di Roma |  |

| 18 aprile 1982 28ª giornata | Grosseto | 1 – 0 | Frattese |  |

| 25 aprile 1982 29ª giornata | Montecatini | 2 – 0 | Grosseto |  |

| 2 maggio 1982 30ª giornata | Grosseto | 4 – 0 | Prato |  |

| 9 maggio 1982 31ª giornata | Siena | 0 – 0 | Grosseto |  |

| 16 maggio 1982 32ª giornata | Sangiovannese | 0 – 0 | Grosseto |  |

| 23 maggio 1982 33ª giornata | Grosseto | 2 – 0 | Casoria |  |

| 30 maggio 1982 34ª giornata | Rondinella | 0 – 0 | Grosseto |  |